# Narrogin
Narrogin (4 238 habitants) est une ville de l'Australie-Occidentale, à 192 km au sud-est de Perth.